# John W. Andersen
‎
John W. Andersen, ameriški veteran, * ?.

## Odlikovanja in nagrade
Leta 1995 je prejel častni znak svobode Republike Slovenije z naslednjo utemeljitvijo: »ob 50 letnici zmage nad nacifašizmom za zasluge v dobro slovenskemu narodu med drugo svetovno vojno in za krepitev prijateljstva med ZDA in Republiko Slovenijo«.